# Chaetops
Famille
Genre
Chaetops est un genre de passereaux constitué de deux espèces de chétopses. C'est le seul genre de la famille des Chaetopidae.

## Systématique
La famille des  Chaetopidae a été créée en 2015 par Jon Fjeldså (d), Per G. P. Ericson (d), Ulf S. Johansson (d) et Dario Zuccon (d).
Le genre Chaetops a été créé en 1832 par l'ornithologue britannique William Swainson (1789-1855).

## Liste des genres
Selon la classification du Congrès ornithologique international (version 5.2, 2015) :
- Chaetops frenatus – Chétopse bridé
- Chaetops aurantius – Chétopse doré